# Fântânele, Bistrița-Năsăud
Fântânele, mai demult Iuș, (în dialectul săsesc Eisch, Aisch, în germană Neuösch, Eisch, Erbdorf, în maghiară Újős, Szászújős) este un sat în comuna Matei din județul Bistrița-Năsăud, Transilvania, România.

## Istorie
- Primii locuitori ai satului au fost oamenii culturii Criș, apoi cei ai grupului Iclod, sintezei Petrești-Iclod, culturii Coțofeni, grupului Copăceni, culturii Wietenberg, Noua, Gava, urmați de sciți, celți, daci de epocă romană, de cultura Sântana de Mureș-Cerneahov, de materiale de epocă hunică, goți, gepizi, de materiale de epocă avară, slavi, unguri, sași.
- Satul este atestat  documentar în anul 1288 sub numele  Ws (citit „ős”).
- În 1332 este amintită Biserica Catolică.
- După 1601–1603, biserica se degradează, cum sașii n-o puteau întreține, o demolează.
- Satul este distrus de armata lui Gheorghe Basta, și apoi repopulat.
- În timpul reformei protestante locuitorii satului trec la luteranism, iar dupa1620 la calvinism.
- Între 1784-1794 este reconstruită biserica din sat.

## Demografie
Componența etnică a satului Fântânele
     Maghiari (66,31%)
     Români (33,69%)
La recensământul din 2002 populația satului se ridica la 647 de locuitori, dintre care 429 maghiari și 218 români.

## Vestigii arheologice
În anii 1970 a fost descoperită necropola celtică de la locul numit „Dealul Popii”, a doua ca număr de morminte după cea de la Pișcolt. Săpăturile au fost reluate cu succes în 1999 și au continuat de atunci cu doar două întreruperi. Vezi anul 2010.

## Vezi și
- Biserica de lemn din Fântânele, Bistrița-Năsăud
- Biserica reformată din Fântânele, Bistrița-Năsăud

## Imagini

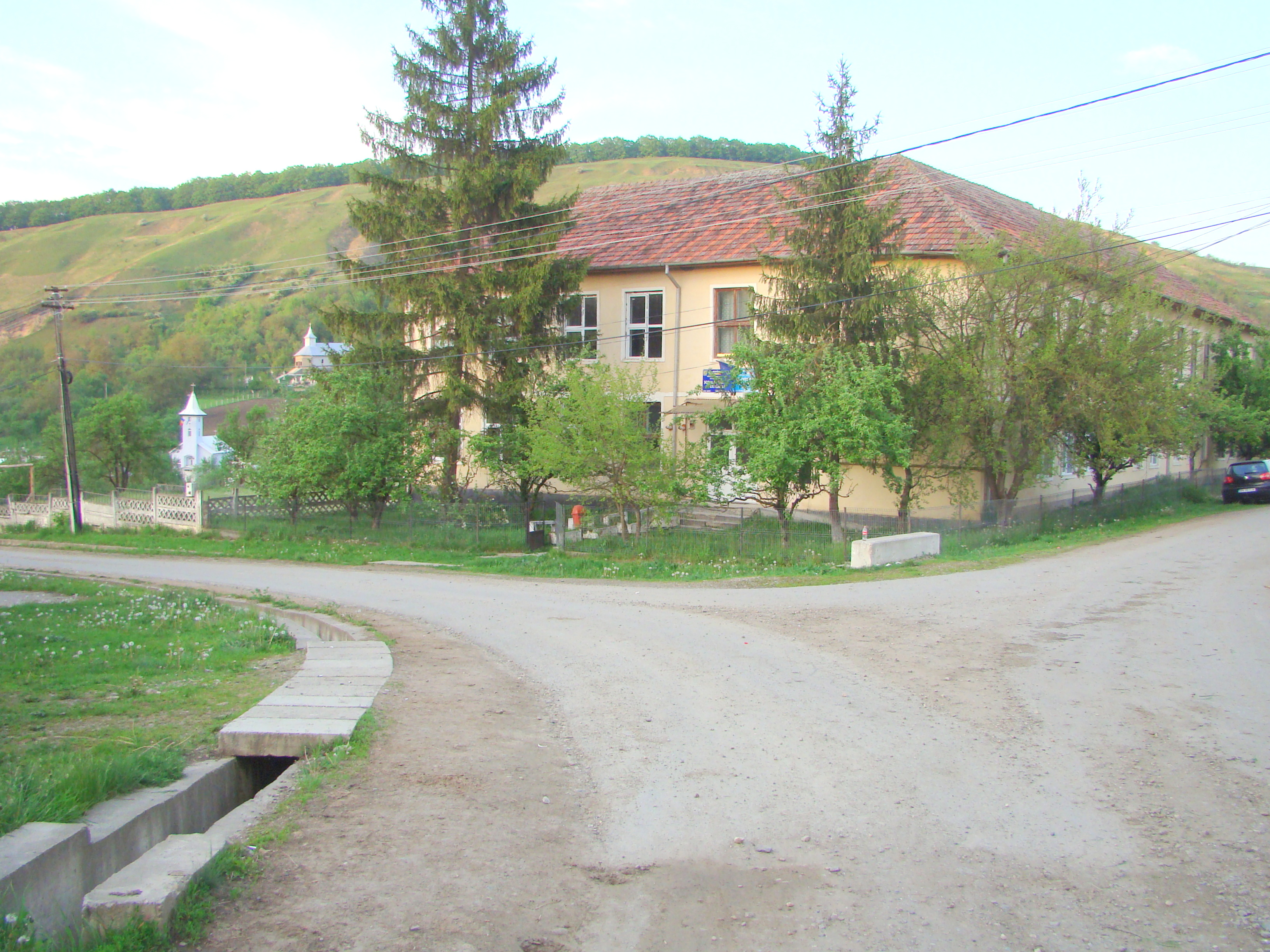
Școala
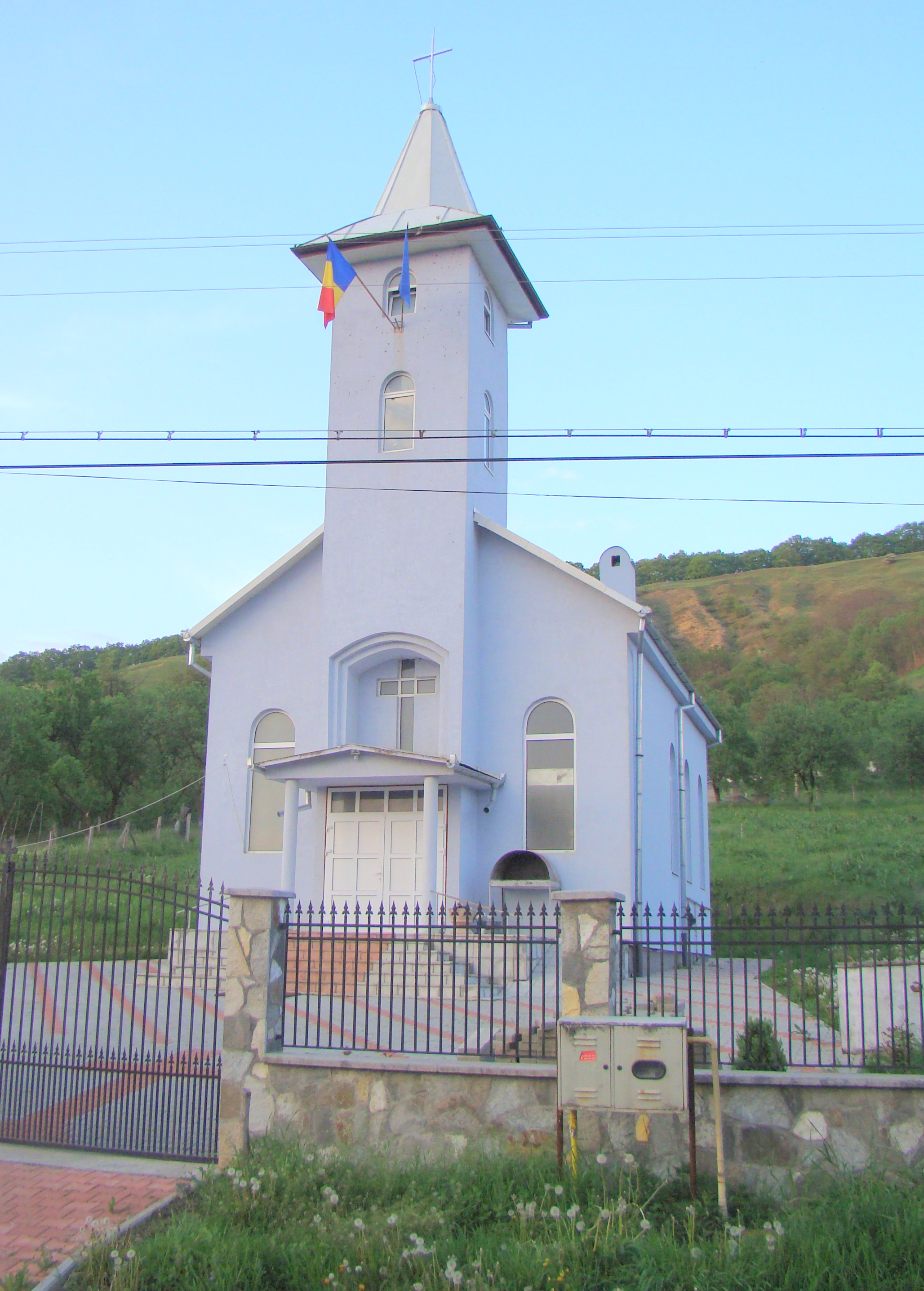
Biserica greco-catolică
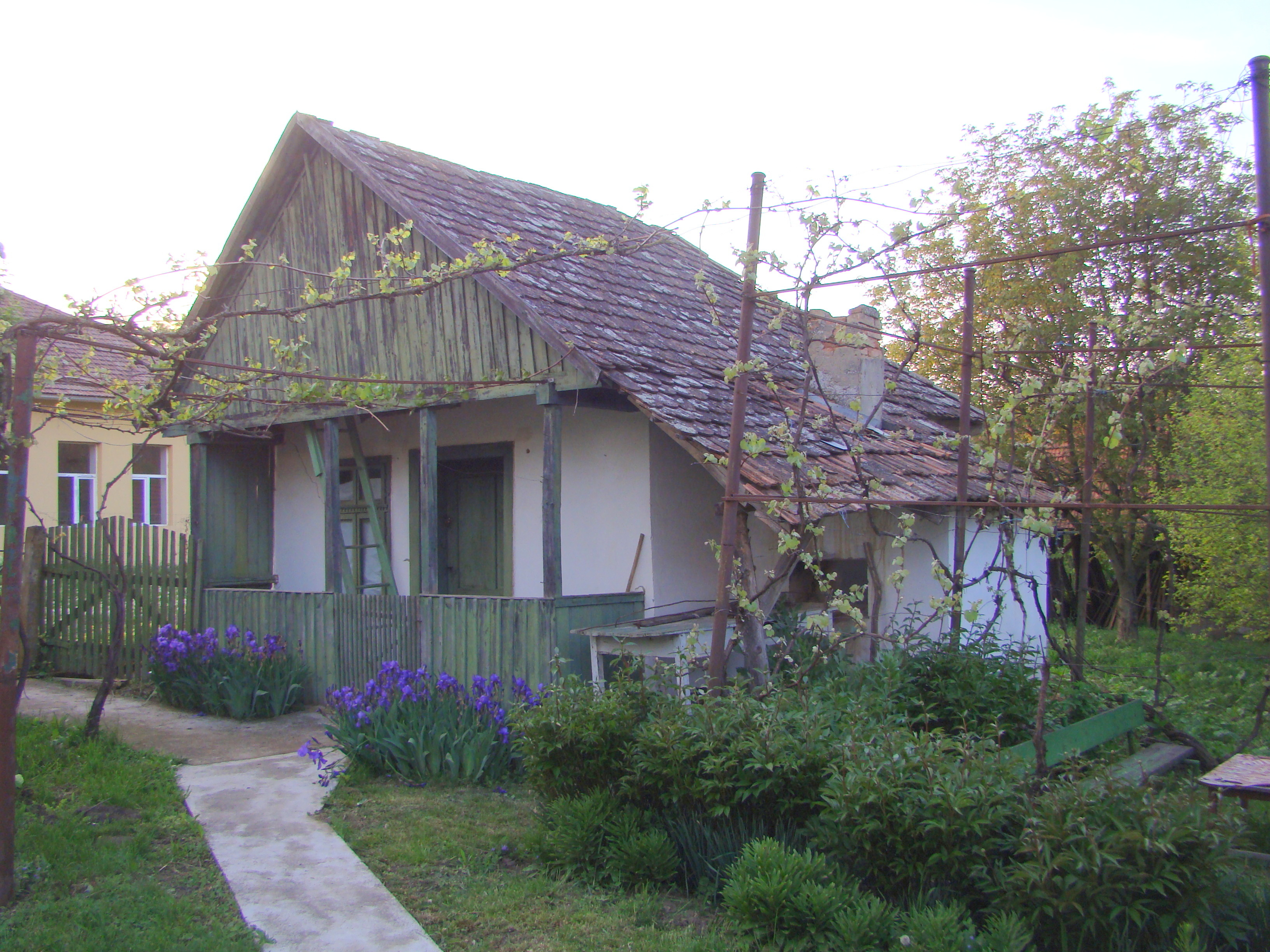
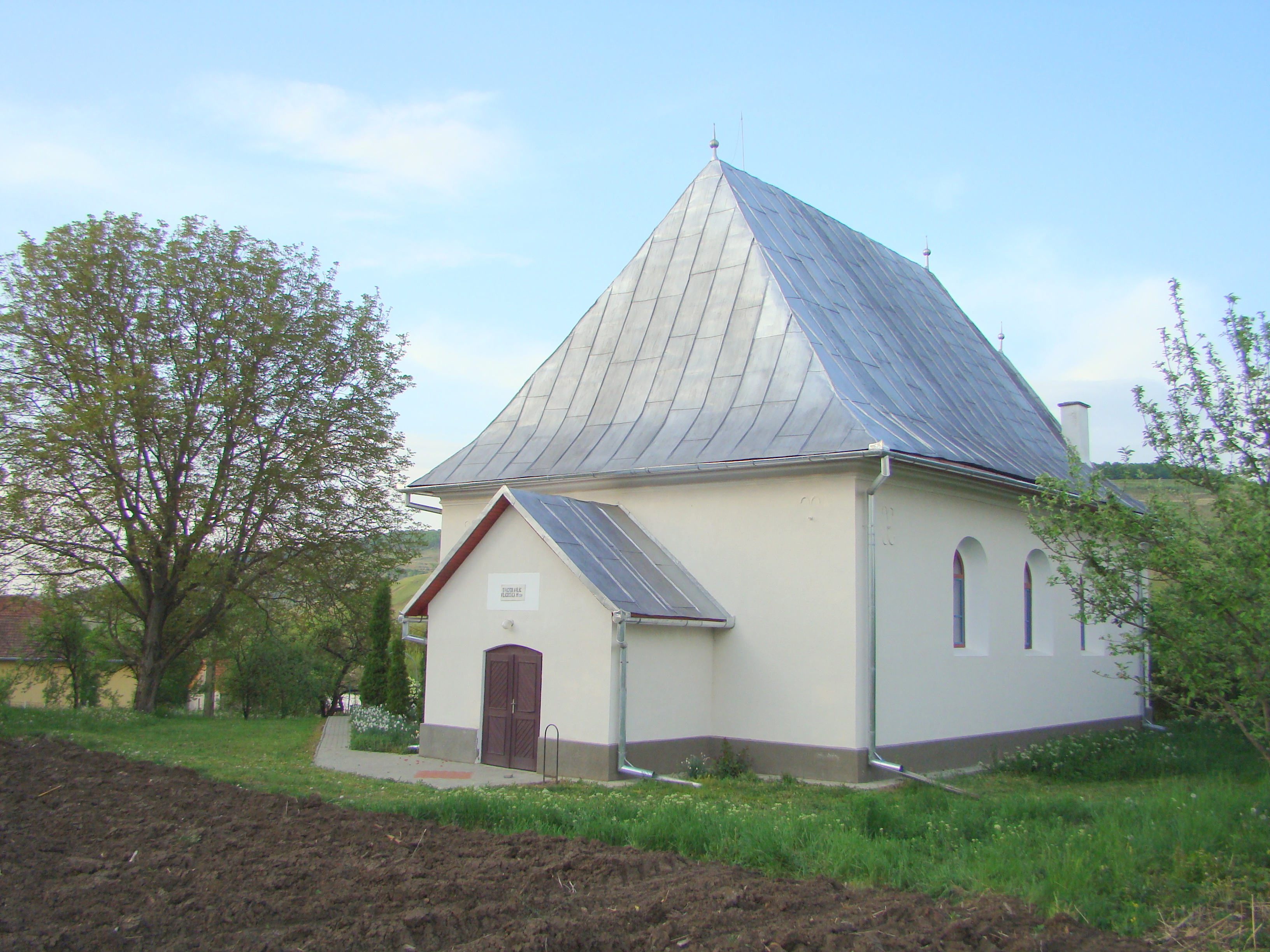
Biserica reformată (monument istoric)
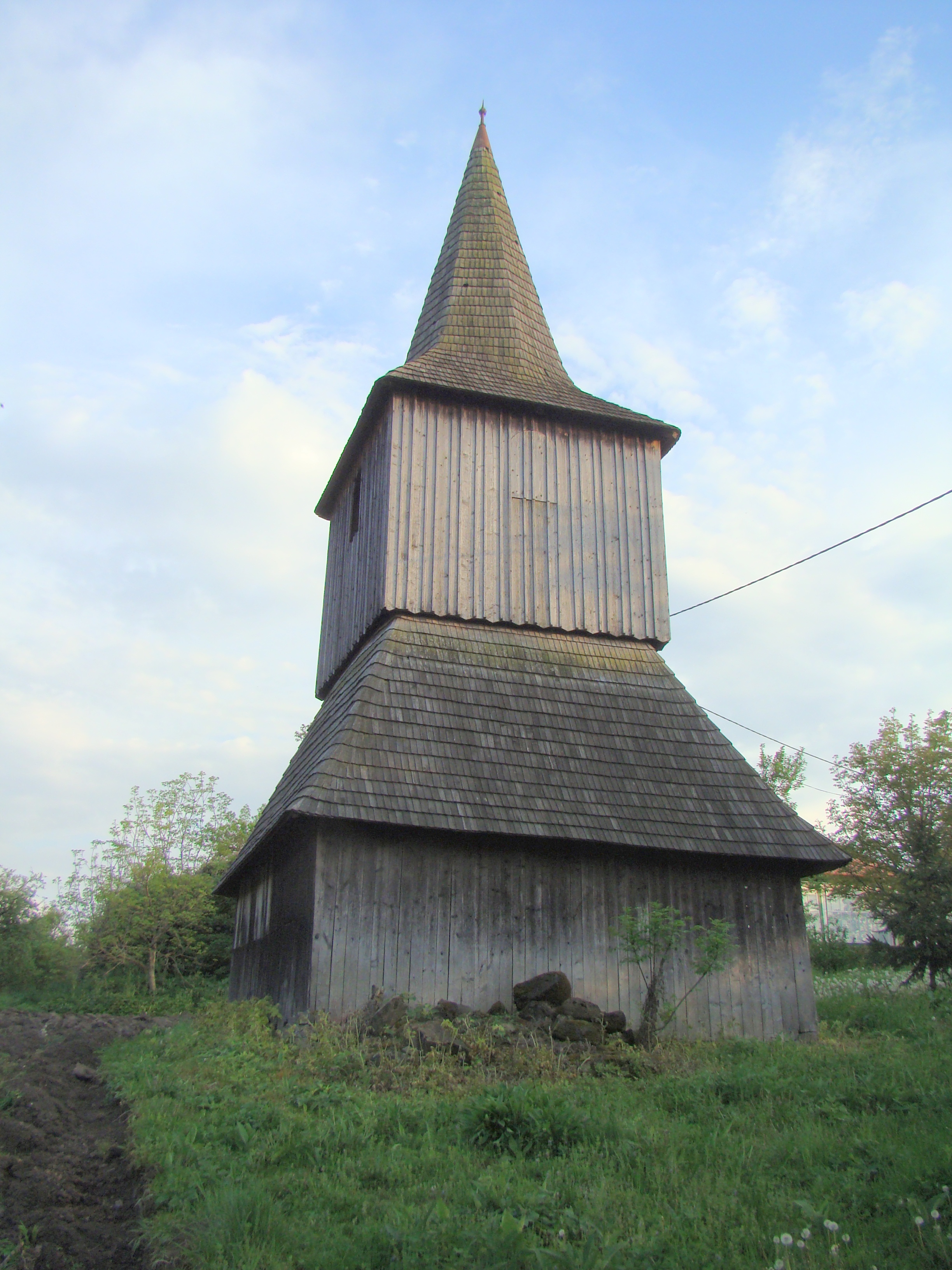
Clopotnița de lemn a bisericii reformate (monument istoric)
Biserica de lemn